# Liste von Lokomotiv- und Triebwagenbaureihen der ŽS
Diese Liste führt Baureihen von Lokomotiven und Triebwagen der nationalen serbischen Eisenbahngesellschaft, Železnice Srbije (ŽS), auf.

## Elektrische Lokomotiven
| Baureihe        | Hersteller                 | Anzahl | Leistung (kW) | Achsfolge | Höchstgeschwindigkeit | Baujahre  | Anmerkungen                           | Bild |
| --------------- | -------------------------- | ------ | ------------- | --------- | --------------------- | --------- | ------------------------------------- | ---- |
| 441             | Rade Končar Zagreb MIN Niš | 38     | 3800 kW       | Bo’Bo’    | 120 km/h (140 km/h)   | 1969–1988 |                                       |      |
| 444             | Rade Končar Zagreb MIN Niš | 30     | 3800          | Bo’Bo’    | 120 km/h (140 km/h)   | 2004–2007 | umgebaut aus Maschinen der Reihe 441. |      |
| 461             | Electroputere              | 29     | 5100          | Co’Co’    | 120 km/h              | 1972–1980 |                                       |      |
| Siemens Vectron | Siemens Mobility           | 16     | 6400          | Bo’Bo’    | 160 km/h (200 km/h)   | 2018–2019 |                                       |      |

## Diesellokomotiven
| Baureihe | Hersteller                                      | Anzahl | Typ                                  | Leistung in kW | Achsfolge  | Höchstgeschwindigkeit | Baujahre  | Anmerkungen                                         | Bild |
| -------- | ----------------------------------------------- | ------ | ------------------------------------ | -------------- | ---------- | --------------------- | --------- | --------------------------------------------------- | ---- |
| ŽS 621   | ČMKS                                            | 15     | Dieselelektrische Rangierlokomotive  | 392 (1700)     | Bo         | 80 km/h               | 2001      |                                                     |      |
| 641      | Ganz-Mavag                                      | 13     | Dieselelektrische Rangierlokomotive  | 441            | Bo’Bo’     | 80 km/h               | 1960–1985 |                                                     |      |
| 642      | Brissonneau et Lotz Đuro Đaković Slavonski Brod |        | Dieselelektrische Rangierlokomotive  | 606            | Bo’Bo’     | 80 km/h               | 1960–1964 | Verwendet im Nahverkehr und schweren Rangierdienst. |      |
| 643      | Brissonneau et Lotz Đuro Đaković Slavonski Brod |        | Dieselelektrische Rangierlokomotive  | 680            | Bo’Bo’     | 80 km/h               | 1967      | Verwendet im Nahverkehr und schweren Rangierdienst. |      |
| 644      | Macosa                                          | 2      | dieselelektrisch                     | 1230           | (A1A)(A1A) | 80 km/h               | 1974      |                                                     |      |
| 645      | GM-EMD Đuro Đaković Slavonski Brod              |        | dieselelektrisch                     | 1845           | (A1A)(A1A) | 124 km/h              | 1981      |                                                     |      |
| 661      | GM-EMD Đuro Đaković Slavonski Brod              | 25     | dieselelektrisch                     | 1454           | Co’Co’     | 114 km/h (124 km/h)   | 1960–1971 |                                                     |      |
| 664      | GM-EMD Đuro Đaković Slavonski Brod              | 7      | dieselelektrisch                     | 1670           | Co’Co’     | 124 km/h              | 1972–1985 | Nicht im Einsatz.                                   |      |
| 666      | GM-EMD                                          | 4      | dieselelektrisch                     | 1845           | Co’Co’     | 122 km/h              | 1978      | Drei abgestellt, 003 wurde 2015 repariert.          |      |
| 734      | MAK                                             |        | Dieselhydraulische Rangierlokomotive | 440            | C          | 60 km/h               | 1955–1964 |                                                     |      |

## Elektrotriebwagen
| Baureihe | Hersteller               | Anzahl | Leistung in kW | Achsfolge               | Höchstgeschwindigkeit | Baujahre    | Anmerkungen                                                                                                  | Bild |
| -------- | ------------------------ | ------ | -------------- | ----------------------- | --------------------- | ----------- | --- | ---- |
| 412      | Rīgas Vagonbūves Rūpnīca | 38     | 1360           | Bo’Bo’+2’2’+2’2’+Bo’Bo’ | 130 km/h              | 1980–1990er | 26 Garnituren sind betriebsfähig. Neun Einheiten werden von BG:voz betrieben und vier von der Beovoz S-Bahn. |      |
| 413      | Stadler Rail             | 21     | 2600           | Bo’2’2’2’Bo’            | 160 km/h              | 2014–2015   | Erster Zug im September 2014 ausgeliefert.                                                                   |      |
| 410      | Stadler Rail             | 3      | 4000           | Bo’Bo’+2’2’+2’2’+Bo’Bo’ | 200 km/h              | 2021–2022   | |      |
|          | CRRC                     | 5      |                |                         | 200 km/h              | 2024        | |      |

## Dieseltriebwagen
| Baureihe | Hersteller      | Anzahl      | Leistung in kW | Achsfolge        | Höchstgeschwindigkeit | Baujahre  | Anmerkungen | Bild |
| -------- | --------------- | ----------- | -------------- | ---------------- | --------------------- | --------- | ----------- | ---- |
| 710      | Kalmar Verkstad | 10          | 294            | (1A)(1A)         | 130 km/h              | 1979–1981 |             |      |
| 711      | Metrowagonmasch | 39          | 2 × 350        | Bo’2’+2’2’+2’Bo’ | 160 km/h              | 2011–2014 |             |      |
| 712      | MACOSA          |             | 2 × 210        | B’B’+2’2’        | 120 km/h              | 1981–1986 |             |      |
| 812      | GOŠA            | mehr als 30 | 110            | 1A+2             | 90 km/h               | 1954–1969 |             |      |